# مقبرة الصوفية
مقبرة الصوفية أو مقبرة البرامكة هي إحدى أهم المقابر عند المسلمين، وتتواجد في شرق مباني جامعة دمشق، محلّة البرامكة في مدينة دمشق في سوريا.

## موقعها
لم تعُد المقبرة ظاهرة اليوم ولكنها كانت تمتد بين مبنى مدرج الجامعة السورية (جامعة دمشق) وساحة مستشفى التوليد الجامعي. ولم يبقى من قبورها ظاهرًا اليوم سوى 3 قبور: قبر ابن تيمية، قبر ابن كثير، وقبر ابن الصلاح).

## التسمية
تُنسب تسميتها إلى المدفونين فيها من آل برمك الذين كان منهم وزراء بني العبّاس المشهورون، وأصلهم من الفرس وهم أبناء يحيى بن خالد بن برمك، وكانت لهم محلّة ببغداد تُعرف بالبرامكة أو قيل خارجها تُعرف بالبرمكية ومن مشاهيرهم الربيع والفضل ويحيى، قطن بعض أعقابهم بدمشق أيام الخليفة الرشيد في القرن الثاني الهجري وماتوا بها ودُفِنوا في هذا الموضع؛ فُعرفَ بهم في أيامنا. ارتبط تاريخهم بغضبة الرشيد عليهم ومأساة قتلهم وتشريدهم، وسيرتهم مشتهرة في تواريخ الدولة العبّاسية.

## أسماء أشهر المدفونين في المقبرة
- ابن تيمية
- ابن كثير الدمشقي
- جعفر البرمكي
- قطب الدين الخُضيري
- ابن صلاح الشافعي
- فخر الدين بن عساكر
- المزي